# Tanaorhinus luteoviridata
Tanaorhinus luteoviridata là một loài bướm đêm trong họ Geometridae.